# چاه علی (مشکان)
چاه علی، روستایی از توابع بخش مشکان شهرستان نی‌ریز در استان فارس ایران است.

## جمعیت
این روستا در دهستان ده چاه قرار دارد و بر اساس سرشماری مرکز آمار ایران در سال ۱۳۹۵ جمعیت آن ۹۸ نفر (۳۰ خانوار) بوده‌است.